# Quintil (mês)
Quintil (em latim: Quintilis) era o quinto mês do calendário romano que começava em Março. Posteriormente, com início do ano sendo mudado de Março para Janeiro, Quintilis tornou-se o sétimo mês do calendário. Em 44 a.C., o senado decidiu homenagear o assassinado Júlio César mudando seu nome para Julho (em latim: Julius).